# Acaena ovalifolia
Acaena ovalifolia é uma espécie de rosácea do gênero Acaena, pertencente à família Rosaceae.